# Erich Stockmann
Erich Stockmann (* 10. März 1926 in Stendal; † 16. November 2003 in Berlin) war ein deutscher Musikethnologe.

## Biografie
Stockmann studierte 1946–52 in Greifswald und Berlin Musikwissenschaft, Germanistik und Geschichte. An der Humboldt-Universität zu Berlin promovierte er 1953 in Systematischer Musikwissenschaft zum Dr. phil. mit der Dissertation “Der musikalische Sinn der elektro-akustischen Musikinstrumente”. Im gleichen Jahr wurde Stockmann Assistent am
Institut für Deutsche Volkskunde bei der Deutschen Akademie der Wissenschaften zu Berlin. Ab 1957 hielt er Vorlesungen am Musikwissenschaftlichen Institut der Humboldt-Universität. 
Im Mittelpunkt dieser Lehrveranstaltungen standen Themen zur Musikethnologie und Musikinstrumentenkunde. Seit den 1960er Jahren engagierte er sich zunehmend für die internationale wissenschaftliche Zusammenarbeit im Rahmen der UNESCO. 1962 gründete er im Rahmen des International Folk Music Council die Study Group on Folk Musical Instruments, die er jahrzehntelang leitete. Hier ging es vor allem um den weltweiten Austausch von Informationen und Forschungsergebnissen, um die ungehinderte Nutzung von Quellen und die Organisierung regelmäßiger Fachtagungen. Er genoss hohes Ansehen, das gleichermaßen auf seiner fachlichen Kompetenz und seinem diplomatischen Geschick beruhte. Er verstand es, trotz zahlreicher Schwierigkeiten und Beschränkungen seitens der DDR-Behörden eine erfolgreiche Kooperation von Forschern aus Ost und West zu pflegen. 1964 wurde Stockmann auf Vorschlag seines Freundes, des weltweit renommierten ungarischen Komponisten und Volksliedforschers Zoltán Kodály, zum Ordentlichen Mitglied des Executiv Board des International Folk Music Council gewählt. 1982 wurde er dann dessen Nachfolger als Präsident. 
Stockmann, 1983 auf der Grundlage seiner Habilitationsschrift Zur Theorie und Methode der Untersuchung von Volksmusikinstrumenten zum Professor berufen, hatte noch viele weitere Ehrenämter. So war er von 1982 bis 1990 Vizepräsident des Musikrates der DDR, danach Vizepräsident des neuen Deutschen Musikrates und schließlich Ehrenmitglied des Internationalen Musikrates (IMC).
Stockmann war verheiratet. Seine Frau Doris (* 3. November 1929 in Dresden, † 5. Mai 2006 in Berlin) war ebenfalls promovierte Musikwissenschaftlerin mit dem Spezialgebiet Musikethnologie. Beide führten viele Projekte und Forschungsarbeiten gemeinsam durch.

## Bedeutung
Stockmann gilt in der Fachwelt als herausragender Experte auf dem Gebiet der Musikethnologie. Er konzentrierte seine Aktivitäten gleichermaßen auf die Forschung, die Organisierung des weltweiten Erfahrungsaustauschs, die Ausbildung des wissenschaftlichen Nachwuchses und die Medienarbeit. Es gelang ihm, an die Stelle eines gewissen „Europa-Zentrismus“ in der Musikethnologie die gleichberechtigte Stellung aller Weltkulturen zu setzen. Zusammen mit Oskár Elschek (* 1931) entwickelte er 1969 den ersten Versuch einer Klassifikation der Volksmusikinstrumente von unten nach oben.
Seine zahlreichen Rundfunksendungen haben wesentlich zur Verbreitung musikwissenschaftlicher Erkenntnisse beigetragen. Ihm ist auch verdanken, dass 20.000 Wachswalzen als unersetzbare Zeugnisse nationaler und internationaler Musikkultur gerettet und dem Phonogrammarchiv des Ethnologischen Museums Berlin-Dahlem zurückgegeben werden konnten. Stockmann war eine Persönlichkeit, die universell gebildet und ebenso universell agierend, viel zur Verständigung der Völker, Religionen und Kulturen beigetragen hat.

## Werke (Auswahl)
Als Autor
- Der musikalische Sinn der elektro-akustischen Musikinstrumente. Dissertation, Universität Berlin 1953
- Des Knaben Wunderhorn in den Weisen seiner Zeit. Akademie-Verlag, Berlin 1958.
- Zur Sammlung und Untersuchung albanischer Volksmusik. In: Acta Musicologica, Bd. 32, 1960, S. 102–109, ISSN 0001-6241
- Mit Ernst Emsheimer: Die europäischen Volksmusikinstrumente. Deutscher Verlag für Musik, Leipzig 1964
- Mit Doris Stockmann, Wilfried Fiedler: Albanische Volksmusik I. Gesänge der Çamen. Akademie-Verlag, Berlin 1965
- Internationale und interdisziplinäre Zusammenarbeit in der Volksinstrumentenforschung. 1972
- Albania. In: Stanley Sadie (Hrsg.): The New Grove Dictionary of Music and Musicians. Vol. 1. Macmillan Publishers, London 1980, S. 197–202

als Herausgeber
- Handbuch der europäischen Volksmusikinstrumente.  1967ff.
- Studia instrumentorum popularis. 1969ff.
- Musikkulturen in Afrika. Verlag Neue Musik, Berlin 1987